# 王志 (画家)
王志（1957年—），字丹一，又名王也，安徽省亳州市人，祖籍安徽太和。毕业于吉林大学古籍研究所历史文献学专业硕士研究生，中国美术家协会会员。京中书画院院长。他曾受教于丛文俊、金景芬、启功。
其作品常见诸各类大型报纸刊物及文章，以及国内外的大型展览。
王丹一的书法论文亦发表多篇。有代表性的如：《书法美之我见》、《书外之奇文所不书》、《隶书体的形成和演变》、《草书字形考略》等。论文《张怀瓘极其〈书断〉探微》被收录《吉林大学古籍研究所15周年纪念论文集》；论文《张怀瓘极其〈书断〉研究》在《书法研究》98年第四期发表；论文《张怀瓘<书断>评骘书法的标准》在《书法之友》2000年第八期发表，并被《北方书法论丛》收录。行草“濡盘甚得珍肴美味;逞翰当思秋菊黄花”在《书法之友》总第58期发表。其作品和传略被《当代著名书画家真迹博览大典》、《世界当代书画篆刻大典》、《中国书画家名人大辞典》等几十部书籍收录。

## 获奖记录
2019年《海的女儿》 入选 中国美术家协会主办： 第二届中国插图艺术展 
2019年《月光吟》 入选 中国美术家协会主办：悲鸿精神——第三届全国中国画作品展 
2019年《月光曲》 入选 中国美术家协会主办： 第十三届全国美术作品展览 壁画展区 
2019年《为了忘却的记忆》 入选 中国美术家协会主办： 第二十三届全国版画作品展 
2019年 《沧浪烟雨卧暖阳 》 入选 中国文联主办：我爱你，祖国——庆祝新中国成立70周年第二届新文艺群体书画家优秀作品展 
2018年《升庵诗话》 入选 中国美术家协会主办：升庵诗画——全国中国画作品展 
2018年《并非遥远的记忆》 入选 中国美术家协会主办：纪念何香凝先生诞辰140周年暨首届“香凝如故”全国美术作品展（中国画、油画）
2017年 《相约蔚蓝》 入选 中国美术家协会主办：2017第六届中国·观澜国际版画双年展 